# Duson
Duson è un comune degli Stati Uniti d'America, situato nello Stato della Louisiana, diviso tra la parrocchia di Lafayette e la parrocchia di Acadia.